# 1212 Francette
Az 1212 Francette (ideiglenes jelöléssel 1931 XC) egy kisbolygó a Naprendszerben. Louis Boyer fedezte fel 1931. december 3-án, Algírban.